# Женска одбојкашка репрезентација Тајланда
Женска одбојкашка репрезентација Тајланда представља Тајланд на међународним одбојкашким такмичењима и под контролом је Одбојкашког савеза Тајланда.

## Резултати

### Светско првенство
- 1998 — 13. место
- 2002 — 17. место
- 2010 — 13. место
- 2014 — 17. место
- 2018 — 13. место
- 2022 — 13. место

### Светски куп
- 2007 — 10. место

### Азијско првенство
- 1987 — 5. место
- 1989 — 6. место
- 1991 — 7. место
- 1993 — 7. место
- 1995 — 5. место
- 1997 — 5. место
- 1999 — 4. место
- 2001 — 3. место
- 2003 — 4. место
- 2005 — 6. место
- 2007 — 3. место
- 2009 — 1. место
- 2011 — 4. место
- 2013 — 1. место
- 2015 — 3. место
- 2017 — 2. место
- 2019 — 2. место
- 2023 — 1. место